# II. třída okresu Tachov
 II. třída okresu Tachov (okresní přebor II. třídy) tvoří s ostatními skupinami II. třídy osmou nejvyšší fotbalovou soutěž v České republice. Hraje se každý rok od léta do jara se zimní přestávkou. Na konci ročníku nejlepší dva týmy postupují do I. B třídy Plzeňského kraje (do skupiny B) a dva nejhorší týmy sestoupí do III. třídy okresu Tachov.

## Vítězové
| Ročník  | Vítězný tým                  |
| ------- | ---------------------------- |
| 2004/05 | TJ Sokol Konstantinovy Lázně |
| 2005/06 | TJ Sokol Konstantinovy Lázně |
| 2006/07 | TJ Rozvadov                  |
| 2007/08 | Sokol Bor                    |
| 2008/09 | TJ Sokol Kostelec            |
| 2009/10 | TJ Tatran Přimda             |
| 2010/11 | TJ Chodský Újezd             |
| 2011/12 | Slavoj Chodová Planá         |
| 2012/13 | FK Tachov B                  |
| 2013/14 | TJ Jiskra Bezdružice         |
| 2014/15 | Sokol Bor                    |
| 2015/16 | FK Planá                     |
| 2016/17 | TJ Sokol Stráž               |
| 2017/18 | TJ Chodský Újezd             |
| 2018/19 |                              |